# Nervura (aeronáutica)

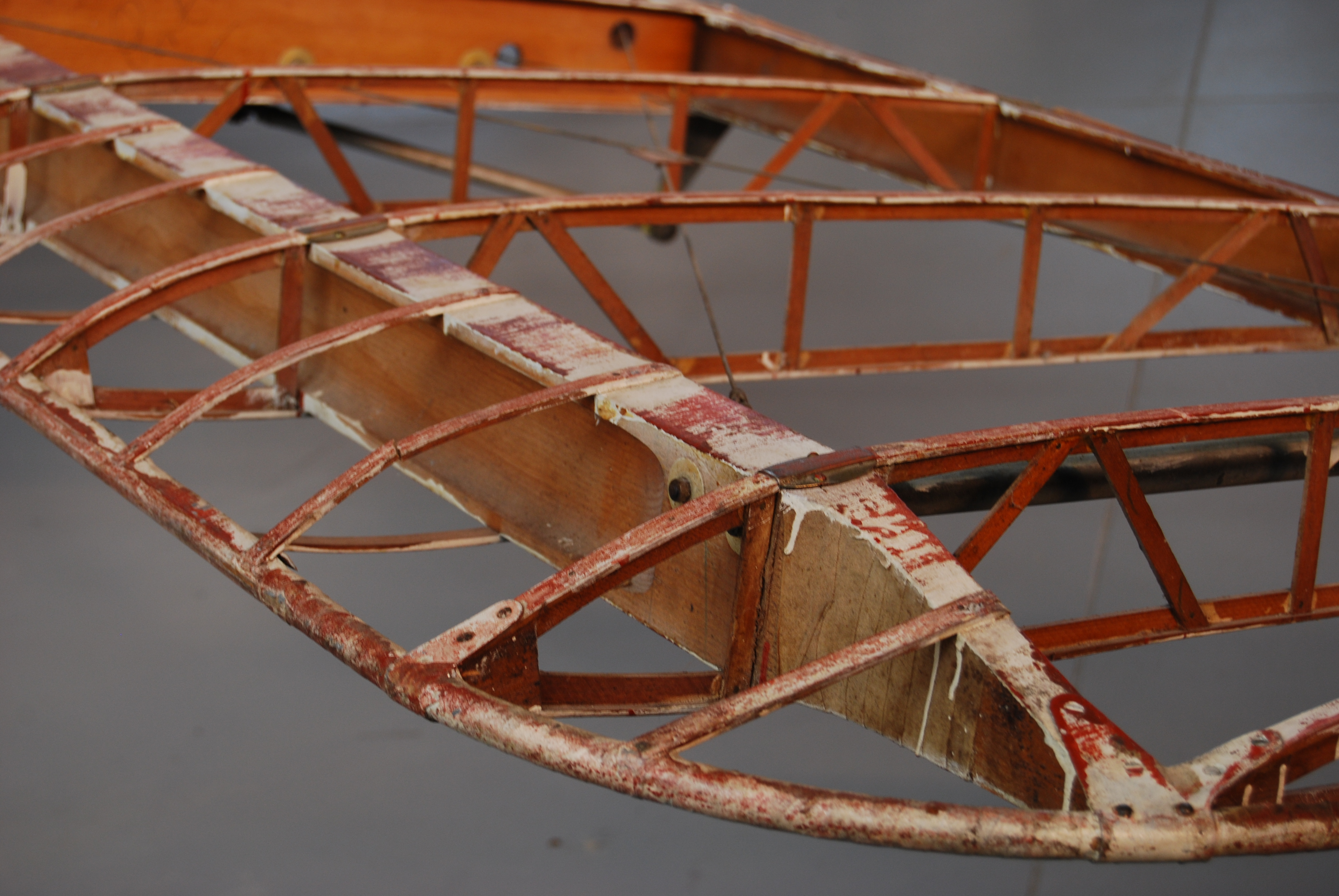
Nervuras da asa de um
de Havilland DH.60 Moth.

As nervuras são partes utilizadas na montagem da asa de uma aeronave, elas são os elementos estruturais instalados na direção da corda e utilizados para conferir a forma do perfil aerodinâmico da asa, serve para transmitir as cargas do revestimento às longarinas. Transmitem também as cargas originadas nos motores, trem de aterragem e superfícies de controle ao revestimento e às longarinas.
Nervuras podem ser feitas de madeira, metal, plástico, e materiais compostos. As asas das pipas, asas-deltas, parapentes, pipas motorizadas, asas-delta motorizadas, ultraleves, são aeronaves que fazem uso de nervuras em suas asas, no entanto, até mesmo as pás dos moinhos de vento  fazem uso de nervuras na sua construção.